# Heitor Pereira
Heitor Pereira (Rio Grande, 29 november 1960) is een Braziliaans componist en muzikant van voornamelijk filmmuziek.

## Loopbaan
Pereira, ook bekend als Heitor TP, speelde jarenlang bij Simply Red (1988-1996) als gitarist. Pereira werkte verder samen met onder meer Sérgio Mendes, Bryan Adams, Elton John en Nelly Furtado. Eind vorige eeuw ontmoette Pereira de filmcomponist Hans Zimmer, die hem een baan aanbood bij de Remote Control Productions-studio in Santa Monica (Californië) als filmcomponist en muzikant. Een van zijn eerste samenwerkingen met Zimmer was in 2000 op het soundtrackalbum Gladiator als muzikant met zijn akoestische gitaar. Een jaar later schreef hij samen met dezelfde componist de filmmuziek voor de film Riding in Cars with Boys. Hij won drie ASCAP Awards met de films Beverly Hills Chihuahua, Despicable Me en De Smurfen. Pereira woont in Los Angeles met zijn vrouw en twee kinderen.

## Albums
- 1987: Heitor TP
- 1994: Heitor
- 2001: Untold Stories

## Filmografie
| Jaar | Titel                                                                             | Opmerkingen                          |
| ---- | --------------------------------------------------------------------------------- | ------------------------------------ |
| 2001 | Riding in Cars with Boys                                                          | met Hans Zimmer                      |
| 2002 | Real Women Have Currves                                                           |                                      |
| 2002 | Dead in the Water                                                                 |                                      |
| 2004 | Dirty Dancing: Havana Nights                                                      |                                      |
| 2004 | Haven                                                                             |                                      |
| 2006 | Ask the Dust                                                                      | met Ramin Djawadi                    |
| 2006 | Curious George (Nieuwsgierig Aapje)                                               |                                      |
| 2006 | Blind Dating                                                                      |                                      |
| 2006 | Two Weeks                                                                         |                                      |
| 2007 | Suburban Girl                                                                     |                                      |
| 2007 | Illegal Tender                                                                    |                                      |
| 2008 | Beverly Hills Chihuahua                                                           |                                      |
| 2009 | Curious George 2: Follow That Monkey! (Nieuwsgierig Aapje 2: Volg Dat Aapje!)     |                                      |
| 2009 | The Canyon                                                                        |                                      |
| 2009 | It's Complicated                                                                  | met Hans Zimmer                      |
| 2010 | Despicable Me (Verschrikkelijke ikke)                                             | met Pharrell Williams en Hans Zimmer |
| 2011 | A Little Bit of Heaven                                                            |                                      |
| 2011 | The Little Engine That Could                                                      |                                      |
| 2011 | The Smurfs (De Smurfen)                                                           |                                      |
| 2012 | Beverly Hills Chihuahua 3: Viva La Fiesta!                                        |                                      |
| 2013 | Despicable Me 2 (Verschrikkelijke ikke 2)                                         | met Pharrell Williams                |
| 2013 | The Smurfs 2 (De Smurfen 2)                                                       |                                      |
| 2014 | If I Stay                                                                         |                                      |
| 2015 | Minions                                                                           |                                      |
| 2015 | Curious George 3: Back to the Jungle (Nieuwsgierig Aapje 3: Terug Naar De Jungle) |                                      |
| 2016 | The Angry Birds Movie (Angry Birds: De Film)                                      |                                      |
| 2017 | Despicable Me 3 (Verschrikkelijke ikke 3)                                         | met Pharrell Williams                |
| 2017 | The Nut Job 2: Nutty by Nature                                                    |                                      |
| 2017 | Please Stand By                                                                   |                                      |
| 2018 | Show Dogs                                                                         |                                      |
| 2018 | Smallfoot                                                                         |                                      |
| 2019 | Playmobil: The Movie (Playmobil: De Film)                                         |                                      |
| 2019 | The Angry Birds Movie 2 (Angry Birds: De Film 2)                                  |                                      |
| 2021 | PAW Patrol: The Movie (Paw Patrol: De Film)                                       |                                      |
| 2021 | My Little Pony: A New Generation (My Little Pony: Een nieuwe generatie)           |                                      |
| 2022 | The Valet                                                                         |                                      |
| 2022 | There Are No Saints                                                               |                                      |
| 2022 | Minions: The Rise of Gru (Minions: Hoe Gru superschurk werd)                      |                                      |
| 2022 | Puss in Boots: The Last Wish (De Gelaarsde Kat 2: De Laatste Wens)                |                                      |
| 2024 | Despicable Me 4 (Verschrikkelijke Ikke 4)                                         | met Pharrell Williams                |

## Overige producties

### Televisiefilms
| Jaar | Titel                                                   | Opmerkingen |
| ---- | ------------------------------------------------------- | ----------- |
| 2003 | Killer Instinct: From the Files of Agent Candice DeLong |             |

### Documentaires
| Jaar | Titel                         | Opmerkingen |
| ---- | ----------------------------- | ----------- |
| 2007 | Running the Sahara            |             |
| 2012 | Earth's Most Threatened Tribe |             |
| 2016 | Sonic Sea                     |             |

### Korte films
| Jaar | Titel                                   | Opmerkingen |
| ---- | --------------------------------------- | ----------- |
| 2008 | Love Tap                                |             |
| 2009 | Merry Madagascar                        |             |
| 2011 | Brad & Gary                             |             |
| 2013 | Madly Madagascar                        |             |
| 2016 | The Early Hatchling Gets the Worm       |             |
| 2017 | Best Fiends: Visit Minutia              |             |
| 2018 | Best Fiends: Fort of Hard Knocks        |             |
| 2018 | Best Fiends: Baby Slug's Big Day Out    |             |
| 2019 | Best Fiends: Temper's Adventure         |             |
| 2019 | Best Fiends: The Fight Before Christmas |             |

### Additionele muziek
| Jaar | Titel                                 | Opmerkingen                                                                           |
| ---- | ------------------------------------- | ------------------------------------------------------------------------------------- |
| 1999 | Orfeu                                 | voor Caetano Veloso                                                                   |
| 2000 | Mission: Impossible II                | voor Hans Zimmer                                                                      |
| 2000 | An Everlasting Piece                  | voor Hans Zimmer                                                                      |
| 2001 | The Pledge                            | voor Hans Zimmer en Klaus Badelt                                                      |
| 2001 | Spy Kids                              | voor John Debney, Danny Elfman, Los Lobos, Harry Gregson-Williams en Robert Rodriguez |
| 2001 | Black Hawk Down                       | voor Hans Zimmer                                                                      |
| 2002 | Passionada                            | voor Harry Gregson-Williams                                                           |
| 2003 | The Rundown                           | voor Harry Gregson-Williams                                                           |
| 2003 | Something's Gotta Give                | voor Hans Zimmer                                                                      |
| 2004 | Man on Fire                           | voor Harry Gregson-Williams                                                           |
| 2004 | Shrek 2                               | voor Harry Gregson-Williams                                                           |
| 2004 | Return to Sender                      | voor Harry Gregson-Williams                                                           |
| 2004 | Team America: World Police            | voor Harry Gregson-Williams                                                           |
| 2004 | Spanglish                             | voor Hans Zimmer                                                                      |
| 2005 | Madagascar                            | voor Hans Zimmer                                                                      |
| 2005 | The Weather Man                       | voor Hans Zimmer en James S. Levine                                                   |
| 2006 | The Holiday                           | voor Hans Zimmer                                                                      |
| 2007 | Bee Movie                             | voor Rupert Gregson-Williams                                                          |
| 2011 | Rango                                 | voor Hans Zimmer                                                                      |
| 2011 | Spy Kids 4: All the Time in the World | voor Robert Rodriguez en Carl Thiel                                                   |
| 2013 | Mr. Morgan's Last Love                | voor Hans Zimmer                                                                      |
| 2016 | The Last Face                         | voor Hans Zimmer                                                                      |

### Muzikant
Heitor Pereira heeft als gitarist ook samengewerkt voor andere filmcomponisten op een aantal soundtracks.
| Jaar | Titel                                    | Opmerkingen                             |
| ---- | ---------------------------------------- | --------------------------------------- |
| 2000 | The Road to El Dorado                    | voor Hans Zimmer en Elton John          |
| 2000 | Gladiator                                | voor Hans Zimmer en Lisa Gerrard        |
| 2000 | Mission: Impossible II                   | voor Hans Zimmer                        |
| 2001 | Pearl Harbor                             | voor Hans Zimmer                        |
| 2001 | I Am Sam                                 | voor John Powell                        |
| 2001 | Black Hawk Down                          | voor Hans Zimmer                        |
| 2002 | Spirit: Stallion of the Cimarron         | voor Hans Zimmer en Bryan Adams         |
| 2003 | Tears of the Sun                         | voor Hans Zimmer                        |
| 2003 | Matchstick Men                           | voor Hans Zimmer                        |
| 2004 | Man on Fire                              | voor Harry Gregson-Williams             |
| 2004 | Shrek 2                                  | voor Harry Gregson-Williams             |
| 2004 | Bridget Jones: The Edge of Reason        | voor Harry Gregson-Williams             |
| 2004 | Spanglish                                | voor Hans Zimmer                        |
| 2005 | Madagascar                               | voor Hans Zimmer                        |
| 2005 | Domino                                   | voor Harry Gregson-Williams             |
| 2005 | The Weather Man                          | voor Hans Zimmer en James S. Levine     |
| 2006 | Flushed Away                             | voor Harry Gregson-Willians             |
| 2006 | The Holiday                              | voor Hans Zimmer                        |
| 2007 | Pirates of the Caribbean: At World's End | voor Hans Zimmer                        |
| 2007 | The Simpsons Movie                       | voor Hans Zimmer                        |
| 2007 | The Kite Runner                          | voor Alberto Iglesias                   |
| 2007 | Bee Movie                                | voor Rupert Gregson-Williams            |
| 2008 | The Dark Knight                          | voor Hans Zimmer en James Newton Howard |
| 2009 | Angels & Demons                          | voor Hans Zimmer                        |
| 2009 | The Taking of Pelham 1 2 3               | voor Harry Gregson-Williams             |
| 2011 | Cowboys & Aliens                         | voor Harry Gegson-Williams              |
| 2015 | Le Petit Prince                          | voor Hans Zimmer en Richard Harvey      |
| 2019 | The Lion King                            | voor Hans Zimmer                        |
| 2021 | Space Jam: A New Legacy                  | voor Kris Bowers                        |

## Prijzen en nominaties

### Grammy Awards
| Jaar | Titel                                                           | Categorie                                              | Uitslag  |
| ---- | --------------------------------------------------------------- | ------------------------------------------------------ | -------- |
| 2006 | What Are You Doing The Rest Of Your Life? (Chris Botti & Sting) | Beste instrumentale arrangement begeleidende zanger(s) | Gewonnen |

## Hitlijsten

### Albums
| Album met hitnotering(en) in de Vlaamse Ultratop 200 albums | Datum van verschijnen | Datum van binnenkomst | Hoogste positie | Aantal weken | Opmerkingen                        |
| ----------------------------------------------------------- | --------------------- | --------------------- | --------------- | ------------ | ---------------------------------- |
| Despicable Me 2                                             | 2013                  | 08-02-2014            | 163             | 4            | met Pharrell Williams / soundtrack |
| Minions                                                     | 2015                  | 18-07-2015            | 101             | 2            | soundtrack                         |